# Casa de Gabriela Mistral (Las Compañías)
La Casa de Gabriela Mistral es un monumento inmueble perteneciente a la República de Chile, este inmueble perteneció a la poetisa, diplomática, profesora y pedagoga chilena Lucila Godoy Alcayaga, también conocida por el seudónimo Gabriela Mistral, quien vivió junto a su madre entre 1903 y 1907. 
Se ubica en el sector Las Compañías, Comuna de La Serena, Provincia de Elqui, Región de Coquimbo.
La vivienda de Gabriela Mistral es acorde a su sector de emplazamiento, es de características sencillas, su sistema constructivo es de albañilería de adobe reforzado, con elementos de madera en el segundo piso, sistema comúnmente usado en el siglo XIX. Se dice que esta casa fue construida por carpinteros ingleses y norteamericanos.
Esta casa fue el hogar de Gabriela Mistral en un período crucial en la vida de la poetisa. Ahí, a los 14 años, comenzó su carrera en la pedagogía, trabajando como maestra ayudante en la escuela local, en donde enseñaba tanto a niños pequeños como a jóvenes analfabetos. Casi al mismo tiempo se inició como escritora, publicando sus primeros poemas y comentarios en periódicos de la zona. Y en paralelo, se relacionó con importantes intelectuales, quienes desde entonces la apoyaron en su crecimiento.
La solicitud de declaración de Monumento Histórico para la Casa de Gabriela Mistral fue presentada por Alejandra Vio Gorget, Directora de Arquitectura del Ministerio de Obras Públicas de la Región de Coquimbo y parte del programa Puesta en valor del patrimonio.

## Historia
En contexto histórico, esta casa fue ocupada por la difunta poetisa en el año 1903, periodo en el cual comenzó su carrera de pedagogía. Una de las primeras oportunidades laborales de la Poeta se dio en una escuela rural del pueblo de “La Compañía” (Actualmente “Las Compañías”) obligó a la futura escritora a trasladarse desde su previa residencia en el pueblo de Montegrande hacia las cercanías de la ciudad de La Serena (División Jurídica, Gobierno de Chile, 2008, #).
El valor histórico de esta construcción se debe a que esta albergó a Lucila durante sus primeros años de ejercicio como pedagoga y también durante la publicación de sus primeras obras literarias: «El Coquimbo», «Penumbras de La Serena» y «La Voz de Elqui de Vicuña», coincidentemente este fue el primer lugar donde la poeta adoptó el seudónimo que la acompañaría durante toda su carrera literaria, “Gabriela Mistral”.
El año 2008 el recinto fue declarado Monumento Nacional, pasando su administración a la Universidad de La Serena. Dentro del mismo terreno, se construyó el Centro Mistraliano de Documentación e Investigación, dependiente de la Facultad de Humanidades de la casa de estudios serenense, creado con la labor de administrar todo material bibliográfico o de naturaleza similar relacionada con la Premio Nobel.

## Estructura
La construcción, declarada patrimonio cultural de Chile, es una casa con distintivas características de principio de siglo XX y mediados a fines del XIX. Estas incluyen una fachada simple, fundación rectangular equitativa, dos pisos y una escalera exterior que sobresalen de la fachada. La casa había quedado en malas condiciones debido a desuso por parte de la población y negligencia por el Gobierno Regional, por lo que se llevó a cabo una restauración total del inmueble. La renovación fue comisionada por el Ministerio de Obras Públicas, que aplazó $562.078.000 para el proyecto y fue finalizada en 2025. 